# Agata Kulesza
Agata Kulesza-Figurska, nota come Agata Kulesza (Stettino, 27 settembre 1971) è un'attrice polacca.

## Biografia
Nel 2013 è apparsa nell'acclamato film Ida, vincitore del Premio Oscar come miglior film straniero. È stata una concorrente nella quarta stagione di Taniec z gwiazdami (versione polacca di Ballando con le stelle) nel 2008. Ha guadagnato popolarità nei mass media dopo aver vinto la competizione; Kulesza è stata anche la prima vincitrice dello spettacolo a donare il premio in beneficenza.

## Filmografia parziale
- Sala samobójców, regia di Jan Komasa (2011)
- Róża, regia di Wojciech Smarzowski (2011)
- Ida, regia di Paweł Pawlikowski (2013)
- Agnus Dei (Les Innocentes), regia di Anne Fontaine (2016)
- Dark Crimes, regia di Alexandros Avranas (2016)
- Cold War (Zimna wojna), regia di Paweł Pawlikowski (2018)
- The Hater (Sala samobójców. Hejter), regia di Jan Komasa (2020)
- Non cadrà più la neve (Śniegu już nigdy nie będzie), regia di Małgorzata Szumowska e Michał Englert (2020)
- Zielona granica, regia di Agnieszka Holland (2023)